# Seasons (álbum de Sevendust)
Seasons es el cuarto álbum de estudio de la banda de metal alternativo estadounidense Sevendust.

## Lista de canciones
1. "Disease" - 3:34
2. "Enemy" - 3:03
3. "Seasons" - 3:32
4. "Broken Down" - 3:23
5. "Separate" - 3:42
6. "Honesty" - 3:30
7. "Skeleton Song" - 4:22
8. "Disgrace" - 3:58
9. "Burned Out" - 3:52
10. "Suffocate" - 3:22
11. "Gone" - 3:43
12. "Face to Face" - 3:55

## Personal
- Lajon Witherspoon - voz
- John Connolly - guitarra, coros
- Clint Lowery - guitarra, coros
- Vinnie Hornsby - bajo
- Morgan Rose - batería (instrumento musical), coros